# 川谷绘音
川谷绘音（かわたに えのん，1988年12月3日—），日本的音乐家、歌手、吉他手、键盘手、作词家、作曲家。出身于日本长崎县。是乐队indigo la End、極品下流少女、genie high、ichikoro、礼賛的成员，主要负责主唱和吉他。毕业于东京农工大学工学部应用分子化学科。

## 经历
2010年结成indigo la End，2012年结成極品下流少女，两支乐队都在2014年主流出道。
2016年1月，日本杂志《周刊文春》爆出川谷与女艺人Becky发生婚外情，随即川谷宣布停止活动。同年5月宣布离婚。
2017年3月極品下流少女活动恢复。

## 脚注
1. ↑  . ORICON NEWS.   [2018-05-20]. （原始内容存档于2020-11-25） （日语）.